# Trehörningen (Snavlunda socken, Närke)
Trehörningen är en sjö i Askersunds kommun i Närke och ingår i Motala ströms huvudavrinningsområde. Sjön har en area på 0,264 kvadratkilometer och ligger 128,6 meter över havet. Trehörningen ligger i Snavlunda Tjälvesta Natura 2000-område.

## Delavrinningsområde
Trehörningen ingår i det delavrinningsområde (654022-144657) som SMHI kallar för Inloppet i Östersjön. Medelhöjden är 142 meter över havet och ytan är 21,83 kvadratkilometer. Det finns inga avrinningsområden uppströms utan avrinningsområdet är högsta punkten. Vattendraget som avvattnar avrinningsområdet har biflödesordning 3, vilket innebär att vattnet flödar genom totalt 3 vattendrag innan det når havet efter 175 kilometer. Avrinningsområdet består mestadels av skog (57 procent), öppen mark (15 procent) och jordbruk (21 procent). Avrinningsområdet har 0,83 kvadratkilometer vattenytor vilket ger det en sjöprocent på 3,8 procent.